# Adam Kaczmarzyk (koszykarz)
Adam Kaczmarzyk (ur. 1 lutego 1988) – polski koszykarz, występujący na pozycji niskiego skrzydłowego, obecnie zawodnik Weegree AZS-u Politechniki Opolskiej.
22 lipca 2019 został zawodnikiem I-ligowej Weegree AZS-u Politechniki Opolskiej.

## Osiągnięcia
Stan na 24 kwietnia 2022.

### Drużynowe
- Brązowy medalista mistrzostw Polski (2017)[1]

### Indywidualne
- Zaliczony do I składu I ligi (2022)[2]